# Arifama-Miniafia jezik
Arifama-miniafia jezik (miniafia-arifama; ISO 639-3: aai), jedan od sedam are jezika, šire skupine Are-Taupota, koji se govori u dvadesetak sela na četiri lokacije uz obalu Cape Nelsona i Collingwood Baya u porovinciji Oro u Papui Novoj Gvineji.
Jezik dobiva ime po dva svoja dijalekta, arifama i miniafia. 3 469 govornika (2000). U upotrebi su i engleski i motu.

## Vanjske poveznice
- Ethnologue (14th)
- Ethnologue (15th)
- The Arifama-Miniafia Language